# Marshawn Lynch
Marshawn Terrell "Beast Mode" Lynch (Oakland, Califórnia, 22 de abril de 1986) é um ator e jogador de futebol americano aposentado que jogava como running back na National Football League (NFL).
Ele foi selecionado pelo Buffalo Bills na primeira rodada do Draft da NFL de 2007, depois de jogar o college football na Universidade da Califórnia em Berkeley, onde ele se tornou o segundo maior corredor de todos os tempos.
Como jogador do Seattle Seahawks, ele venceu o Super Bowl XLVIII contra o Denver Broncos. Depois de se aposentar inicialmente após a temporada de 2015, Lynch solicitou a reintegração e foi negociado com os Raiders em abril de 2017.
Lynch ganhou o apelido de "Beast Mode" por seu estilo de corrida e habilidade consistente de atropelar defensores e quebrar tackles.

## Início da vida
Lynch cresceu em Oakland, Califórnia, com três irmãos mais velhos. Ele foi criado por sua mãe, Delisa, que participava das provas de 200 metros em Oakland Technical High School, a escola que Marshawn, posteriormente, estudou.
Lynch começou a jogar futebol americano em Oakland, Califórnia, quando era criança.

## Carreira na escola secundária
No Oakland Technical High School, Lynch era uma estrela de quatro esportes: futebol americano, basquete, atletismo e wrestling. 
Na temporada de 2003, Lynch acumulou 1.722 jardas e 23 touchdowns em apenas oito jogos da temporada regular e mais 375 jardas e 10 touchdowns em dois jogos da pós-temporada. Ele foi eleito um PrepStar e SuperPrep All-American e também foi eleito o Jogador do Ano de San Francisco East Bay. 
No basquete, ele jogou no time de Oakland Tech junto com Leon Powe. Lynch ajudou a levar sua equipe às semifinais do estado.
Lynch também se destacou no atletismo, onde competiu principalmente como velocista, mas também em saltos. Ele registrou um tempo de 10,94 segundos na prova de 100 metros, ao mesmo tempo em que registrou saltos de 1,94 metros no salto em altura e 6,38 metros no salto em distancia.
Lynch era um atleta versátil, ele jogou na defesa e também jogou como quarterback, wide receiver, e linebacker na escola. A Rivals.com indicou ele como o 2º melhor running back do país, atrás de Adrian Peterson.
| Nome | Cidade natal                                                              | Médio / superior  | Altura | Peso  | 40‡ | Data de submissão  |
| --- | ------------------------------------------------------------------------- | ----------------- | ------ | ----- | --- | ------------------ |
| Marshawn Lynch RB | Oakland, Califórnia                                                       | Oakland Technical | 1.80 m | 98 kg | 4.4 | 8 de Julho de 2004 |
| Marshawn Lynch RB | Recrutamento de classificação por estrelas: Scout: Rivais: 247Sports: N/A |                   |        |       |     |                    |
| Classificações: Scout: 2º (RB) Rivais: 2º (RB) |                                                                           |                   |        |       |     |                    |
| - Nota: Em muitos casos, Scout, Rivais, 247Sports, e a ESPN pode entrar em conflito em suas listagens de altura e peso. - Nestes casos, a média foi tirada. Notas da ESPN são em uma escala de 100 pontos. Fontes: - "De 2004 A Equipe Ranking". Rivals.com. |                                                                           |                   |        |       |     |                    |

## Carreira na Faculdade

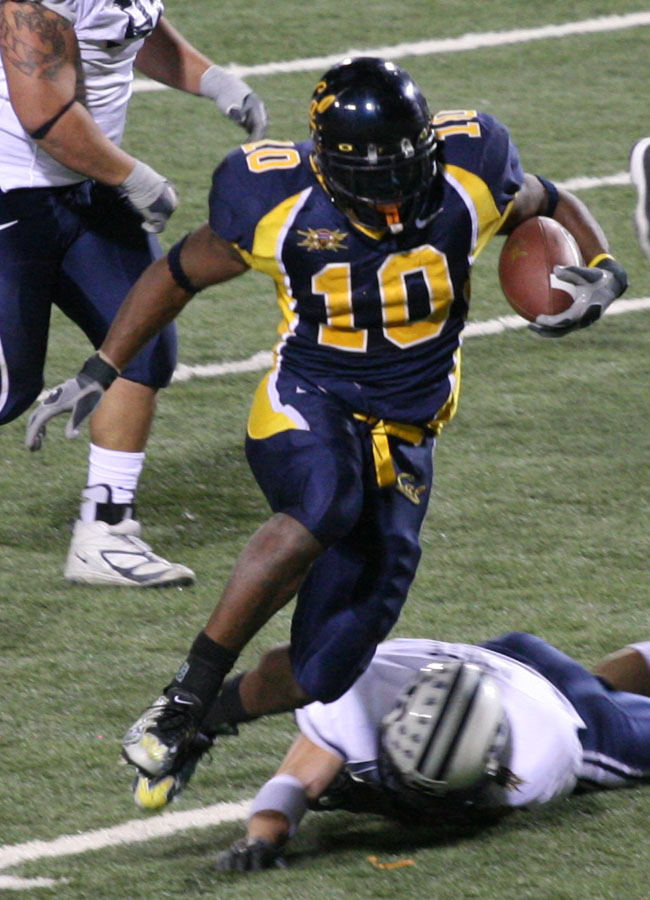
Lynch jogando contra o BYU no Las Vegas Bowl de 2005

Lynch frequentou a Universidade da Califórnia em Berkeley e jogou pelo time de futebol americano, Golden Bears. Ele se formou em bem-estar social. Lynch foi apelidado de "Money" na faculdade.
Como calouro em 2004, ele foi reserva de J.J. Arrington. Lynch correu com a bola 71 vezes para 628 jardas com oito touchdowns e teve 147 jardas em 19 recepções e dois touchdowns.
Em 2005, Arrington se formou e Lynch se tornou o running back titular. Mesmo tendo perdido dois jogos devido a uma lesão nas mãos e nos dedos, ele ainda acumulou 1.246 jardas com 10 touchdowns em 196 corridas e 125 jardas em 15 recepções. No Las Vegas Bowl de 2005, Lynch correu para 194 jardas e três touchdowns em 24 corridas e foi nomeado o MVP.
Lynch usava a camisa nº 24 em seu primeiro ano, mas mudou para o número 10, seu número no ensino médio. Esta mudança o colocou em seqüência com seus primos Virdell Larkins (n º 9) e Robert Jordan (n º 11), que também eram seus companheiros.
Na pré-temporada de 2006, Lynch ganhou um lugar na lista de observação da Maxwell Award, ele foi eleito o 8º melhor jogador do país pela Sports Illustrated e ganhou vários prêmios All-American. Na primavera, ele se juntou à equipe de atletismo e competiu na prova de 60 metros, registrando um tempo pessoal de 6,98 segundos no Campeonato MPSF de 2006.
Em 22 de julho de 2006, a Universidade lançou oficialmente a campanha para que Lynch vencesse o Heisman Trophy de 2006 com a abertura do site Marshawn10.com, apresentando os melhores lances de Lynch de 2004 a 2006. Lynch foi nomeado para a Primeira-Equipe do All-Pac-10 de 2006. Lynch não só ganhou vários prêmios, como também marcou o touchdown que venceu o jogo contra Washington. Mais tarde, ele chamou a corrida de sua favorita. Após o touchdown, Lynch dirigiu ao redor do campo de futebol em um carrinho, fingindo ser o Motoqueiro Fantasma.
No segundo jogo da temporada, contra Minnesota, Lynch teve 139 jardas e dois touchdowns terrestres. No próximo jogo contra o Portland State, ele terminou com 112 jardas e um touchdown. No jogo seguinte contra o Arizona State, ele teve 17 corridas por 124 jardas. No próximo jogo, contra Oregon State, ele fez seu quarto jogo consecutivo de 100 jardas com 106 jardas e um touchdown. Depois de uma performance de 50 jardas contra os Oregon Ducks, ele teve 152 jardas e dois touchdowns contra o Washington State. No jogo seguinte contra o Washington, ele teve outro jogo estelar com 150 jardas e dois touchdowns.
Lynch também foi nomeado o Jogador Ofensivo do Ano da Pac-10 em 2006 e um All-America do AFCA em 2006.
Em seu último jogo, Lynch correu para 111 jardas e dois touchdowns contra Texas A&M no Pacific Life Holiday Bowl em 28 de dezembro de 2006. Ele dividiu o prêmio de Jogador de Ofensivo do Ano com o companheiro de equipe Nate Longshore.
Ele terminou sua última temporada com 1.356 jardas terrestres e 11 touchdowns, 34 recepções, 328 jardas e quatro touchdowns terrestres. Lynch detém o recorde escolar de mais jogos com 100 jardas terrestres com 17.
Em 2 de janeiro de 2007, Lynch anunciou que entraria no Draft da NFL de 2007.

### Estatísticas
|       |            |       | Corridas | Corridas | Corridas | Corridas | Corridas | Recepções | Recepções | Recepções | Recepções | Recepções | Retornos | Retornos | Retornos | Retornos | Retornos |
| Ano   | Equipe     | Jogos | Corridas | Jds      | Média    | Longo    | TDs      | Recepções | Jds       | Média     | Longo     | TDs       | Retornos | Jds      | Média    | Longo    | TDs      |
| ----- | ---------- | ----- | -------- | -------- | -------- | -------- | -------- | --------- | --------- | --------- | --------- | --------- | -------- | -------- | -------- | -------- | -------- |
| 2004  | Califórnia | 12    | 71       | 628      | 8,8      | 70       | 8        | 19        | 147       | 7,7       | 29        | 2         | 15       | 372      | 24,8     | 69       | 0        |
| 2005  | Califórnia | 10    | 196      | 1 246    | 6,4      | 52       | 10       | 15        | 125       | 8,3       | 25        | 0         | 13       | 271      | 20,8     | 34       | 0        |
| 2006  | Califórnia | 13    | 223      | 1 356    | 6,1      | 71       | 11       | 34        | 328       | 9,6       | 28        | 4         | 5        | 101      | 20,2     | 27       | 0        |
| Total | Total      | 35    | 490      | 3 230    | 6,6      | 71       | 29       | 68        | 600       | 8,8       | 29        | 6         | 33       | 744      | 22,5     | 69       | 0        |

## Carreira Profissional
| 1.81 m                          | 98 kg | 4.46 s | 1.60 s | 2.67 s | 4.55 s | 7.05 s | 0.90 m | 3.18 m | 20 repetições |
| Todos os valores da NFL Combine |       |        |        |        |        |        |        |        |               |

### Buffalo Bills

#### Temporada de 2007
Em 28 de abril de 2007, Lynch foi selecionado pelo Buffalo Bills com a 12ª escolha geral na primeira rodada do Draft de 2007. Ele foi o segundo running back a ser selecionado naquele ano. Ele concordou com um contrato de seis anos no valor de US $ 18,935 milhões. O acordo incluiu um bônus de assinatura de US $ 3 milhões e continha US $ 10,285 milhões em garantias totais.
Lynch entrou na NFL como o running back titular dos Bills. Em seu primeiro jogo na temporada regular em 9 de setembro, ele teve 90 jardas em 19 corridas e marcou seu primeiro touchdown na derrota por 14-15 para o Denver Broncos. Em 4 de novembro contra o Cincinnati Bengals, ele correu 29 vezes para 153 jardas, incluindo uma corrida para touchdown de 56 jardas. Lynch também fez um passe para touchdown para o tight end Robert Royal, o primeiro passe de touchdown completado por um não-quarterback dos Bills desde 1981.
Lynch lesionou o tornozelo na semana seguinte contra o Miami Dolphins e perdeu os próximos três jogos. Ele voltou a jogar em 9 de dezembro no segundo jogo dos Bills contra os Dolphins naquela temporada, correndo para 107 jardas e sofrendo um fumble pela primeira vez em sua carreira na NFL. O jogo marcou a primeira vez que o ataque dos Bills produziu dois corredores de 100 jardas desde 1996, enquanto Fred Jackson também correu para 115 jardas. 
Lynch ultrapassou a marca das 1.000 jardas em 23 de dezembro contra o New York Giants, marcando um touchdown na derrota por 21-38. Isso fez de Lynch o quarto novato dos Bills a quebrar a marca das 1.000 jardas e o primeiro desde Greg Bell em 1984. 
No último jogo da temporada regular, ele teve 105 jardas e 22 jardas de recepção contra o Philadelphia Eagles. Ele terminou a sua temporada de estreia com 1.115 jardas e sete touchdowns. Ele foi nomeado para a equipe All-Rookie da NFL para a temporada de 2007.
Esperava-se que Lynch estivesse mais envolvido no jogo de passes dos Bills em 2008, sua segunda temporada como profissional. O novo coordenador ofensivo, Turk Schonert, citou a inexperiência de Lynch como uma razão pela qual ele não estava muito envolvido na temporada de 2007.

#### Temporada 2008
Lynch começou a temporada de 2008 com quatro touchdowns em seus três primeiros jogos. Ele teve seu primeiro jogo ruim com 16 jardas em um confronto na semana 9 contra o New York Jets em 2 de novembro.
Ele não quebrou a marca das 100 jardas terrestres até 17 de novembro em uma partida contra o Cleveland Browns, quando ele correu para 119 jardas. O jogo também marcou sua primeira recepção para touchdown. Duas semanas depois, em 30 de novembro, Lynch teve 134 jardas contra o San Francisco 49ers.
Lynch passou a marca de 1.000 jardas na temporada em 14 de dezembro em uma revanche contra o Jets, quando ele correu para 127 jardas. Ele machucou seu ombro no segundo tempo de uma vitória do Bills em 21 de dezembro contra o Denver Broncos, durante o qual ele correu para o seu oitavo touchdown da temporada. A lesão manteve-o fora do último jogo da temporada dos Bills contra o New England Patriots.
Lynch terminou a temporada de 2008 com 1.036 jardas terrestres e oito touchdowns terrestres. Ele teve 300 jardas em 47 recepções, incluindo um touchdown. Lynch foi selecionado para seu primeiro Pro Bowl, substituindo o lesionado Chris Johnson. Isso fez dele o primeiro running back dos Bills desde Travis Henry em 2002.

#### Temporada de 2009

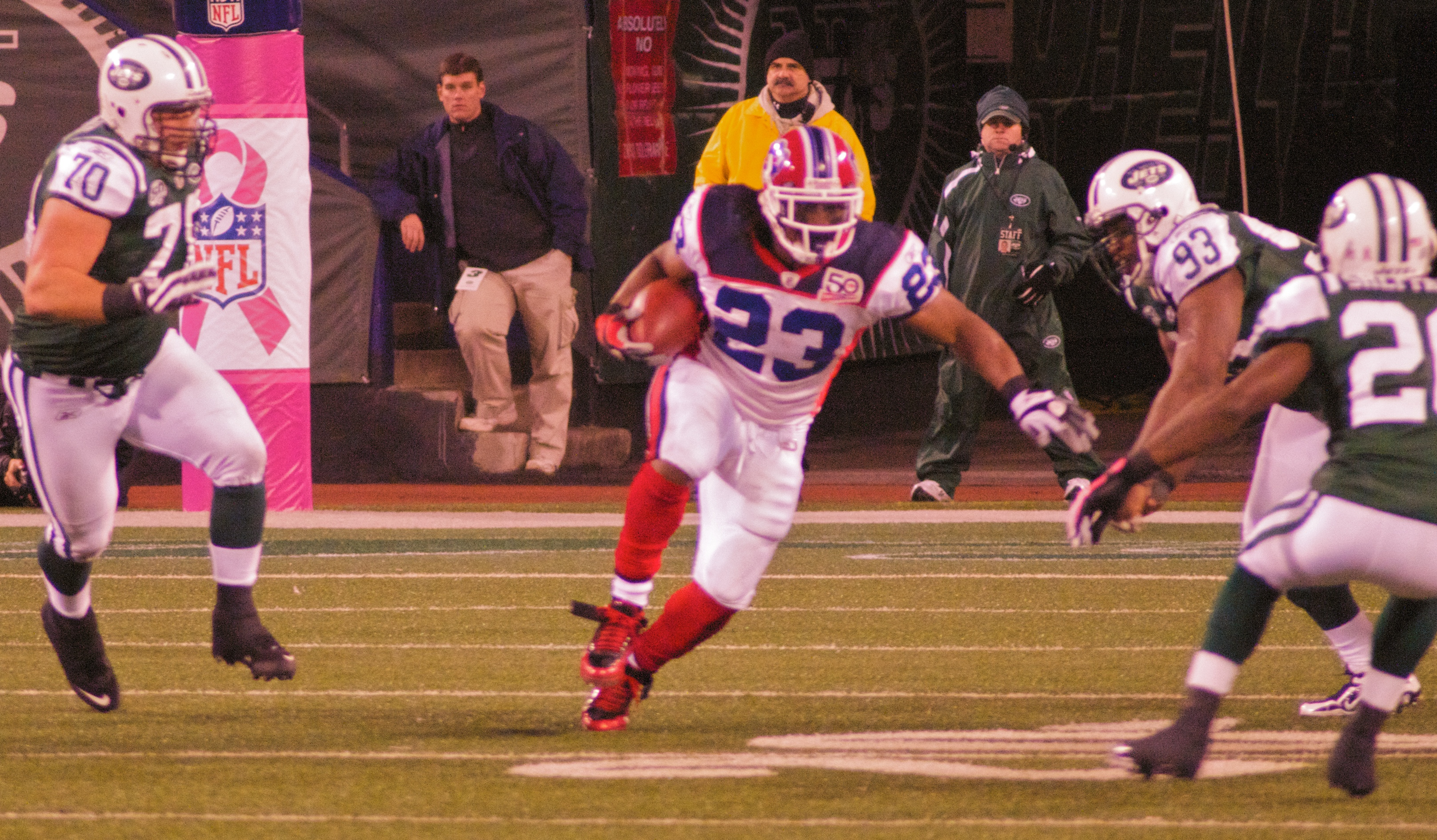
Lynch carregando a bola contra o New York Jets em outubro de 2009.

Ele teve acusações de contravenção durante as férias de 2009 e se encontrou com o comissário da NFL, Roger Goodell, para uma audiência disciplinar. Lynch tinha sido preso em Culver City, Califórnia, por ter uma arma no porta-malas de um carro que ele estava ocupando. Em 9 de abril, a NFL anunciou que Lynch seria suspenso pelos três primeiros jogos dos Bills por violações da política de conduta pessoal da NFL. Lynch recorreu da suspensão da liga em 14 de maio em uma tentativa de reduzi-la ou anulá-la, mas foi confirmada por Goodell no dia 3 de agosto. Quando entrevistado sobre o assunto, Lynch disse que não ficou surpreso quando a suspensão foi confirmada e que ele adora jogar e vai tentar se manter fora de situações em que há risco de ser suspenso.
Lynch jogou seu primeiro jogo da temporada 2009 contra o Miami Dolphins e jogou o resto da temporada. A partir de 29 de novembro, ele foi substituído por Fred Jackson, que teve a primeira temporada de 1.000 jardas de sua carreira.
Lynch terminou a temporada com 450 jardas em 120 com dois touchdowns e não quebrou 100 jardas em um único jogo pela primeira vez em sua carreira.

#### Temporada 2010
Lynch sofreu uma entorse no tornozelo na abertura da pré-temporada dos Bills contra o Washington Redskins e ficou de fora por quatro semanas. Ele foi titular em três jogos dos Bills antes de ser trocado para o Seattle Seahawks em 5 de outubro por uma escolha de quarta rodada no Draft de 2011 e uma escolha condicional no Draft de 2012 (que se tornaria uma escolha de quinta rodada) .

### Seattle Seahawks
Lynch então se reuniu com o ex-colega de Universidade, Justin Forsett, um escolha de sétima rodada do Seahawks em 2008. Lynch marcou seu primeiro touchdown da temporada e com o Seahawks em 17 de outubro em uma corrida de 1 jarda contra o Chicago Bers. Em 5 de dezembro, ele marcou três touchdowns contra o Carolina Panthers.

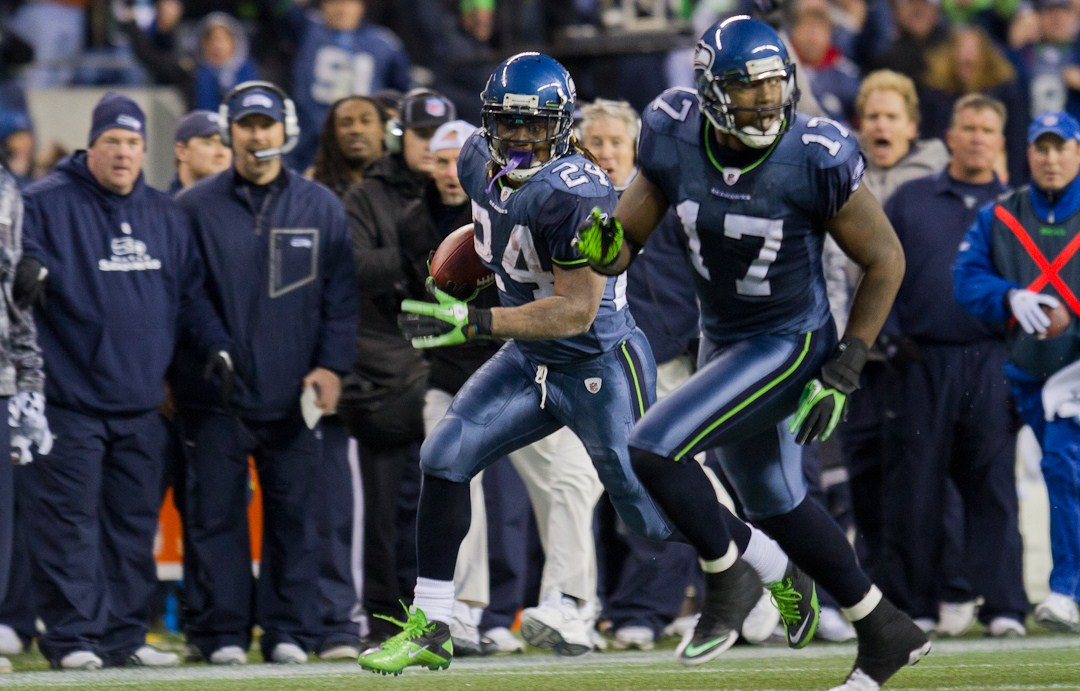
Lynch durante o Wild Card de 2011 contra o New Orleans Saints.

Em seu primeiro jogo de playoffs da carreira em 8 de janeiro de 2011, contra o New Orleans Saints, Lynch fez um touchdown de 67 jardas no qual ele quebrou nove tackles e com um braço jogou o cornerback do Saints, Tracy Porter, no chão. Esta corrida tornou-se conhecida localmente em Seattle como o "Quake Beast". O movimento dos fãs pulando em comemoração foi tão intenso que se registrou em um sismógrafo a 100 metros do estádio.
No Divisional Round contra o Chicago Bears, ele ficou limitado a quatro corridas para 2 jardas em uma derrota por 35-24. Lynch teve um total de 737 jardas e seis touchdowns durante a temporada de 2010.

#### Temporada de 2011
Lynch foi titular em 15 jogos, perdendo apenas um jogo da temporada regular em 23 de novembro de 2011, devido a problemas nas costas. Lynch terminou a temporada de 2011 correndo para 1.204 jardas e 12 touchdowns, ambos os melhores números da sua carreira e chegando a 1.000 jardas desde 2008.
Em 1 de dezembro, contra os Eagles, ele foi visto recebendo Skittles de um treinador para celebrar seu touchdown. Os fãs começaram a jogar Skittles no campo depois que Lynch marcasse.
Em 6 de novembro, contra o Dallas Cowboys, Lynch teve 135 jardas e um touchdown. Em 11 de dezembro, ele teve seu melhor jogo da temporada com 148 jardas e dois touchdowns contra o Philadelphia Eagles. Em 18 de dezembro, ele estabeleceu o recorde da franquia para jogos consecutivos com um touchdown, marcando em seu décimo jogo, o recorde anterior de nove foi estabelecido por Shaun Alexander em 2005.
Lynch liderou a NFL em corridas nas nove semanas finais da temporada. Em 24 de janeiro de 2012, Lynch foi selecionado para o Pro Bowl para substituir Frank Gore. Ele foi classificado em 94º lugar por seus companheiros jogadores no NFL Top 100 Players de 2012.
Em 4 de março de 2012, Lynch assinou um contrato de quatro anos no valor de US $ 31 milhões com os Seahawks.

#### Temporada de 2012
No segundo jogo da temporada de 2012, Lynch teve 122 jardas e um touchdown na vitória por 27-7 sobre o Dallas Cowboys. Em 30 de setembro, contra o St. Louis Rams, ele teve 118 jardas e um touchdown na derrota por 19-13. Nas Semanas 7 a 10, ele teve quatro jogos consecutivos com pelo menos 100 jardas corridas e três jogos consecutivos com um touchdown terrestre.
Na semana 14, em uma vitória por 58-10 sobre o Arizona Cardinals, ele teve 128 jardas e três touchdowns terrestres. No jogo seguinte, uma vitória por 50-17 sobre o Buffalo Bills, ele teve 113 jardas e um touchdown terrestre. No penúltimo jogo da temporada regular, ele teve 111 jardas e um touchdown em uma vitória por 42-13 sobre o San Francisco 49ers.
O Seahawks terminou com um recorde de 11-5 e foi para os playoffs na temporada de 2012. No Wild Card contra o Washington Redskins, ele terminou com 132 jardas e um touchdown na vitória por 24-14. Na Divisional Round contra o Atlanta Falcons, ele teve 46 jardas corrido, um touchdown terrestre e 37 jardas de recepção na derrota por 30-28.
No geral, Lynch foi titular em todos os 16 jogos da temporada regular, bem como os dois jogos dos playoffs dos Seahawks. Ele acumulou 1.590 jardas correndo em 315 tentativas. Ele marcou 11 touchdowns, sendo que seu maior foi um touchdown de 77 jardas. Ele fez uma média de 19,7 tentativas por jogo e 99,4 jardas, ao longo da temporada, Lynch teve uma média de 5,0 jardas por corrida. Ele sofreu 4 fumbles e perdeu 2 deles.
Lynch foi nomeado para o Primeiro-Time All-Pro e foi eleito para o Pro Bowl de 2013 como reserva. Ele foi classificado como o 24º melhor jogador da liga entre seus pares no NFL Top 100 Players de 2013.

#### Temporada de 2013
Na semana 2, contra o San Francisco 49ers, Lynch teve 98 jardas e dois touchdowns na vitória por 29-3. Em 6 de outubro, em uma derrota por 34-28 para o Indianapolis Colts, ele teve 102 jardas correndo. Em 3 de novembro, contra o Tampa Bay Buccaneers, ele teve 125 jardas na vitória por 27-24. Ele seguiu com 145 jardas e um touchdown contra o Atlanta Falcons. No jogo seguinte contra o Minnesota Vikings, ele acrescentou mais dois touchdowns terrestres.
No geral, ele foi um contribuidor significativo para os Seahawks na temporada de 2013, correndo para 1.257 jardas e 12 touchdowns e registrando três jogos de 100 jardas. O Seattle Seahawks terminou com um recorde de 13-3.
No Divisional Round contra o New Orleans Saints, ele teve 140 jardas e dois touchdowns na vitória por 23-15. Na Final da NFC contra o San Francisco 49ers, ele teve 109 jardas e um touchdown na vitória por 23-17.
Ele foi eleito para o Pro Bowl pelo terceiro ano consecutivo, mas teve que recusar a aparição devido a sua participação no Super Bowl XLVIII. Ele acabaria correndo para 39 jardas durante esse jogo, incluindo um touchdown, resultando na primeira vitória do time no Super Bowl ao derrotar o Denver Broncos por um placar de 43-8.
Ele ficou em 14º lugar no Top 100 Players da NFL de 2014.

#### Temporada de 2014

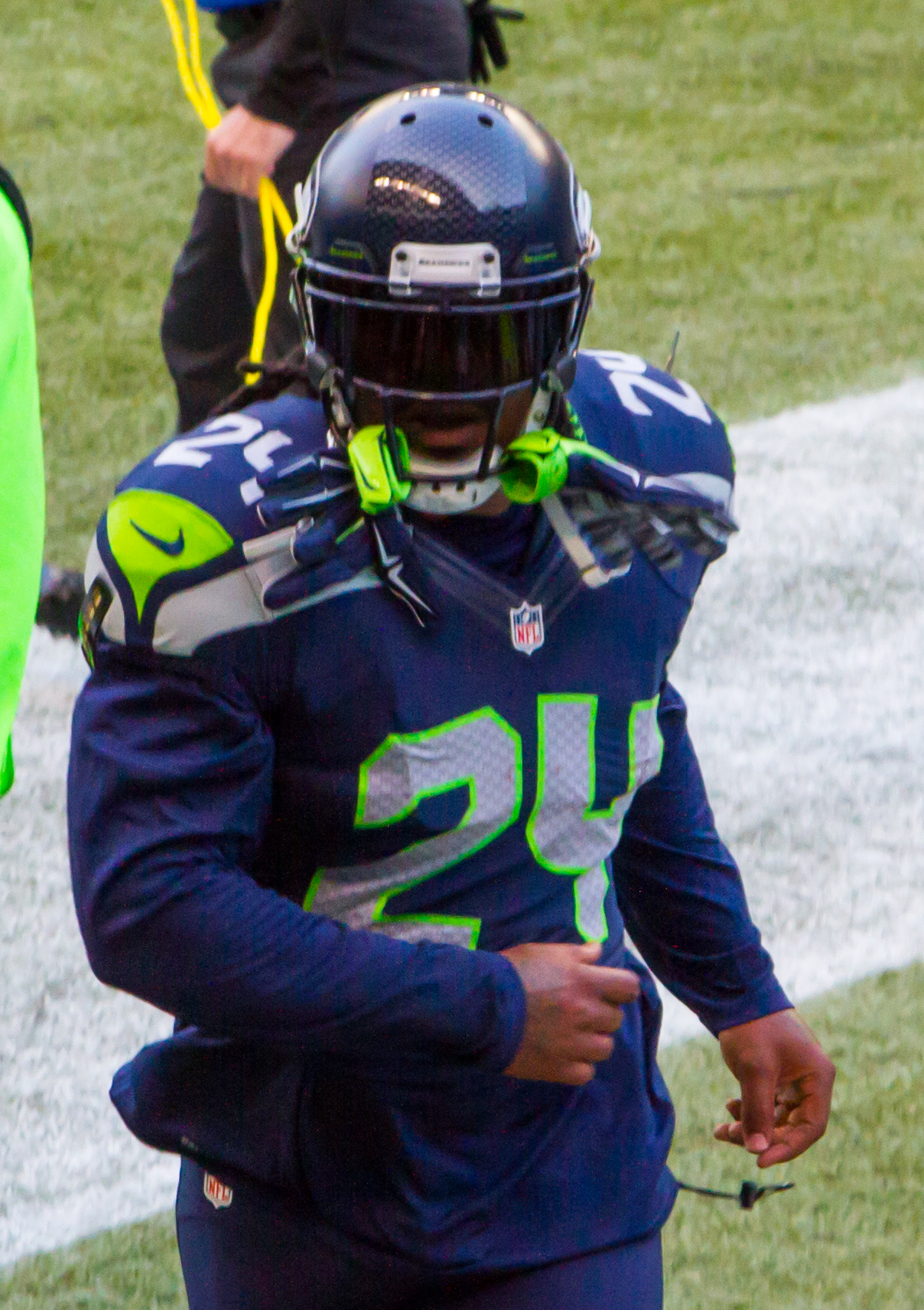
Lynch com o Seahawks em 2014

Em 24 de julho de 2014, o ex-quarterback do Seahawks e seu amigo Michael Robinson anunciaou no Inside Training Camp da NFL Network que Lynch ficaria de fora dos treinamentos enquanto esperava por um novo contrato dos Seahawks. Lynch e os Seahawks rapidamente concordaram com novos termos e Lynch foi titular da equipe, à frente dos reforços Robert Turbin e Christine Michael.
Na abertura da temporada, Lynch teve 110 jardas e dois touchdowns na vitória por 36-16 sobre o Green Bay Packers. Em 2 de novembro, contra o Oakland Raiders, ele teve 67 jardas, dois touchdowns e 76 jardas de recepção. No jogo seguinte contra o New York Giants, ele teve um desempenho estelar com 140 jardas e quatro touchdowns na vitória por 38-17. Ele marcou 24 pontos no total do jogo, que foi empatado com Jonas Grey a melhor da temporada 2014. Ele continuou sua série de jogos de sucesso com 124 jardas corridas contra o Kansas City Chiefs em uma derrota na semana seguinte.
Lynch teve um touchdown de 79 jardas ao longo do jogo contra o Arizona Cardinals na semana 16, semelhante ao seu "Beast Quake" de 67 jardas no jogo Wild Card de 2011 contra o New Orleans Saints. Quatro dias depois, Lynch foi multado em US $ 11.050 pela NFL por sua celebração; recuando enquanto estendia a bola atrás da cabeça e agarrava sua virilha. A liga considerou sua comemoração um "gesto obsceno" para constituir uma conduta antidesportiva.
Os Seahawks terminaram com um recorde de 12-4. Ele foi nomeado para o Pro Bowl pela quinta vez em sua carreira. No Divisional Round contra o Carolina Panthers, ele teve 59 jardas na vitória por 31-17.
Ele contribuiu pesadamente na Final da NFC contra o Green Bay Packers, pegando um passe de 26 jardas para marcar um touchdown e depois marcando um touchdown em uma corrida de 24 jardas, os Seahawks venceriam o jogo por 28-22 na prorrogação. Ele teve 157 jardas corridas no jogo.
Lynch foi manchete no Media Day do Super Bowl XLIX em 27 de janeiro de 2015, quando realizou uma coletiva de imprensa de 5 minutos, respondendo apenas "Estou aqui para não ser multado" em todas as perguntas. Ele tem uma histórico de falta de vontade de falar com a imprensa.
No Super Bowl XLIX, Lynch teve 24 corridas para 102 jardas e um touchdown. Ele também teve uma captura de 31 jardas. Os Seahawks perderam o Super Bowl por 28–24 para os New England Patriots. Na última jogado dos Seahawks, eles escolheram passar a bola na linha de 1 jarda em vez de executá-la com Lynch, e o passe foi interceptado.
Lynch ficou visivelmente incomodado com a decisão e deixou o vestiário dos Seahawks sem se dirigir à imprensa. Ele afirmou em uma entrevista posterior com Conan O'Brien que ele estava "esperando a bola".
Ele foi classificado em nono por seus companheiros no NFL Top 100 Players de 2015.

#### Temporada de 2015
Em 6 de março de 2015, os Seahawks e Lynch concordaram com uma extensão de contrato no valor de US $ 24 milhões por dois anos. Lynch lutou para acumular jardas no início da temporada, mas só na semana 7, em uma vitória por 20-3 sobre o rival San Francisco 49ers, quando ele acumulou 122 jardas e um touchdown em 27 corridas. No meio da temporada de 2015, Lynch precisou de uma cirurgia de hérnia.
Antes da disputa do Wild Card contra o Minnesota Vikings, Lynch estava previsto para retornar, mas decidiu ficar em Seattle, afirmando que sentia que não poderia jogar. Seahawks venceu por 10-9.
Lynch finalmente retornou da lesão contra o Carolina Panthers no Divisional Round, carregando apenas seis vezes para 20 jardas e pegando dois passes para 15 jardas na derrota por 31-24.

### Breve aposentadoria
Em 7 de fevereiro de 2016, o dia do Super Bowl 50, Lynch anunciou sua aposentadoria via Twitter postando uma foto de suas chuteiras penduradas em um fio de telefone. Ele posteriormente tornou-se um mentor para os atuais jogadores de futebol universitários da Califórnia.
Após sua aposentadoria, circulavam rumores sobre Lynch retornar à NFL. No início de abril de 2017, depois de ficar de fora da temporada de 2016 da NFL, Lynch concordou que o Oakland Raiders e os Seahawks, que mantinha seus direitos mesmo após a aposentadoria, o trocariam. Lynch disse que se sentiu inspirado a sair da aposentadoria devido à iminente mudança da equipe para Las Vegas, dizendo que queria que as crianças que crescem atualmente em Oakland pudessem ver uma estrela de futebol local jogando pelo time antes que a equipe fosse embora.

### Oakland Raiders

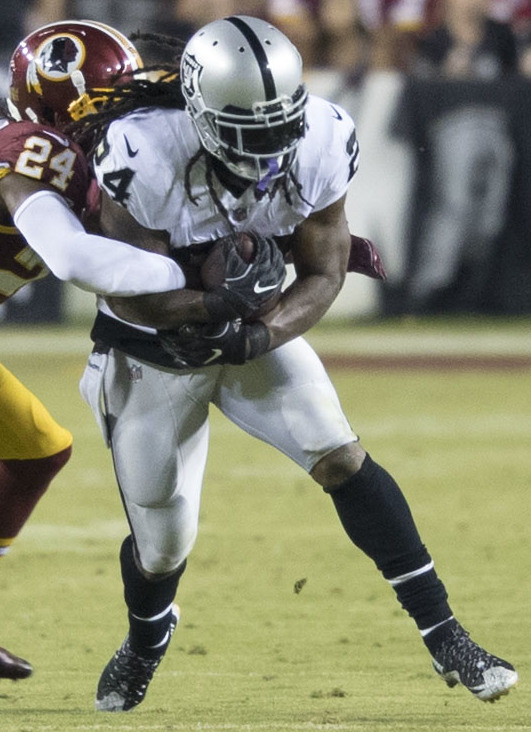
Lynch contra o Washington Redskins, em setembro de 2017

Em 26 de abril de 2017, Lynch foi negociado com os Oakland Raiders e assinou um contrato no valor de US $ 9 milhões com um máximo de até US $ 16,5 milhões. O contrato tem um bônus de US $ 2 milhões se Lynch atingir 1.000 jardas terrestre na temporada.

#### Temporada de 2017
Em seu primeiro jogo com os Raiders, Lynch terminou com 76 jardas corridas junto com uma recepção para 16 jardas enquanto os Raiders venceram por 26-16 sobre o Tennessee Titans. Em 14 de setembro, Lynch foi multado em US $ 12.000 por fazer um gesto obsceno.
Na semana 2, contra o New York Jets, ele teve seu primeiro touchdown em uma corrida de duas jardas no segundo quarto, na vitória por 45-20. Durante o Thursday Night Football contra o Kansas City Chiefs na semana 7, Lynch foi expulso por empurrar um juiz após um golpe pelo cornerback dos Chiefs, Marcus Peters, no quarterback dos Raiders, Derek Carr. No dia seguinte, a NFL suspendeu Lynch por um jogo. Lynch tentou apelar, mas a suspensão foi confirmada.
Em 21 de dezembro de 2017, Lynch foi multado em US $ 24.309.
No último jogo da temporada regular, em uma derrota contra o Los Angeles Chargers, Lynch tornou-se o 31º jogador na história da NFL a correr para mais de 10.000 jardas. No geral, na temporada de 2017, ele terminou com 891 jardas e sete touchdowns terrestres para acompanhar 20 recepções para 151 jardas.

#### Temporada de 2018 e nova aposentadoria
Lynch voltou ao Raiders na abertura da temporada de 2018 sob o comando do novo treinador, Jon Gruden. Ele registrou um touchdown terrestre nos três primeiros jogos da temporada. Na semana 4, ele registrou 130 jardas na vitória por 45-42 sobre o Cleveland Browns. Após a temporada de 2018, Lynch anunciou sua aposentadoria.

### Retorno ao Seattle Seahawks

#### Temporada de 2019
Lynch saiu de sua aposentadoria e retornou para a NFL no final da temporada de 2019, assinando com o Seahawks, junto com Robert Turbin, em 23 de dezembro, após o Seattle perder três running backs devido a contusões. Durante o ano de 2019, ele participou de apenas uma partida, correndo com a bola 12 vezes para 34 jardas. No final do ano, ele foi dispensado novamente.
Em 2020, numa entrevista, ele afirmou que poderia retornar para a NFL, mas apenas em um time competitivo com chances de vencer na pós-temporada.

### Estatísticas da NFL

#### Temporada Regular
| Ano   | Time    | Jogos | Jogos | Correndo | Correndo | Correndo | Correndo | Correndo | Recebendo | Recebendo | Recebendo | Recebendo | Recebendo | Fumbles | Fumbles  |
| Ano   | Time    | JD    | JT    | Ten      | Jardas   | Média    | Lng      | TD       | Rec       | Jardas    | Média     | Lng       | TD        | Fum     | Perdidos |
| ----- | ------- | ----- | ----- | -------- | -------- | -------- | -------- | -------- | --------- | --------- | --------- | --------- | --------- | ------- | -------- |
| 2007  | BUF     | 13    | 13    | 280      | 1 115    | 4,0      | 56E      | 7        | 18        | 184       | 10,2      | 30        | 0         | 2       | 1        |
| 2008  | BUF     | 15    | 15    | 250      | 1 036    | 4,1      | 50       | 8        | 47        | 300       | 6,4       | 42        | 1         | 2       | 1        |
| 2009  | BUF     | 13    | 6     | 120      | 450      | 3,8      | 47       | 2        | 28        | 179       | 6,4       | 35        | 0         | 3       | 1        |
| 2010  | BUF/SEA | 16    | 14    | 202      | 737      | 3,6      | 39       | 6        | 22        | 145       | 6,6       | 22        | 0         | 3       | 3        |
| 2011  | SEA     | 15    | 15    | 285      | 1 204    | 4,2      | 47       | 12       | 28        | 212       | 7,6       | 26        | 1         | 3       | 2        |
| 2012  | SEA     | 16    | 15    | 315      | 1 590    | 5,0      | 77E      | 11       | 23        | 196       | 8.5       | 27        | 1         | 5       | 2        |
| 2013  | SEA     | 16    | 16    | 301      | 1 257    | 4,2      | 43       | 12       | 36        | 316       | 8,8       | 55        | 2         | 4       | 1        |
| 2014  | SEA     | 16    | 14    | 280      | 1 306    | 4,7      | 79E      | 13       | 37        | 367       | 9,9       | 39        | 4         | 3       | 2        |
| 2015  | SEA     | 7     | 6     | 111      | 417      | 3,8      | 24       | 3        | 13        | 80        | 6,2       | 19        | 0         | 0       | 0        |
| 2017  | OAK     | 15    | 15    | 207      | 891      | 4,3      | 51E      | 7        | 20        | 151       | 7,6       | 25        | 0         | 1       | 1        |
| 2018  | OAK     | 6     | 6     | 90       | 376      | 4,2      | 52       | 3        | 15        | 84        | 5,6       | 17        | 0         | 0       | 0        |
| 2019  | SEA     | 1     | 0     | 12       | 34       | 2.8      | 15       | 1        | 0         | 0         | 0         | 0         | 0         | 0       | 0        |
| Total | Total   | 149   | 135   | 2 453    | 10 413   | 4,2      | 79E      | 85       | 287       | 2 214     | 7,7       | 55        | 9         | 27      | 15       |

#### Pós-Temporada
| Ano   | Time  | Jogos | Jogos | Correndo | Correndo | Correndo | Correndo | Correndo | Recebendo | Recebendo | Recebendo | Recebendo | Recebendo | Fumbles | Fumbles  |
| Ano   | Time  | J     | JD    | Ten      | Jardas   | Média    | Lng      | TD       | Rec       | Jardas    | Média     | Lng       | TD        | Fum     | Perdidos |
| ----- | ----- | ----- | ----- | -------- | -------- | -------- | -------- | -------- | --------- | --------- | --------- | --------- | --------- | ------- | -------- |
| 2010  | SEA   | 2     | 0     | 23       | 133      | 5,8      | 67E      | 1        | 0         | 0         | 0         | 0         | 0         | 0       | 0        |
| 2011  | SEA   | 2     | 2     | 36       | 178      | 4,9      | 27       | 2        | 4         | 46        | 11,5      | 24        | 0         | 2       | 2        |
| 2012  | SEA   | 3     | 3     | 65       | 288      | 4,4      | 40       | 4        | 1         | 3         | 3,0       | 3         | 0         | 0       | 0        |
| 2013  | SEA   | 3     | 3     | 69       | 318      | 5,0      | 25       | 2        | 5         | 63        | 12,6      | 31        | 0         | 1       | 1        |
| 2014  | SEA   | 1     | 1     | 6        | 20       | 3,3      | 9        | 0        | 2         | 15        | 7,5       | 11        | 0         | 0       | 0        |
| 2015  | SEA   | 1     | 1     | 6        | 20       | 3,3      | 9        | 0        | 2         | 15        | 7,5       | 11        | 0         | 0       | 0        |
| 2019  | SEA   | 2     | 1     | 18       | 33       | 1,8      | 5E       | 3        | 2         | 25        | 12,5      | 20        | 0         | 0       | 0        |
| Total | Total | 13    | 10    | 211      | 970      | 4,6      | 67E      | 12       | 14        | 152       | 10,9      | 31        | 0         | 3       | 3        |

## Vida Pessoal
Lynch tem vários parentes que também jogaram futebol americano profissional. Seus primos são Robert Jordan, que jogou ao lado de Lynch na Universidade de Califórnia entre 2004 e 2006, o ex-quarterback do Oakland Raiders, JaMarcus Russell. O tio de Lynch, Lorenzo Lynch, teve uma carreira de 11 anos na NFL.
Lynch se referiu a si mesmo como estando em "beast mode" (modo besta, modo fera) durante os jogos, mas também é um apelido que tem sido usado com frequência desde sua carreira universitária.
Em uma entrevista em vídeo, que se tornou uma sensação na internet, Lynch fala sobre seu amor por Applebee's, e seus colegas de equipe brincam que ele ama restaurantes da cadeia. Lynch também é conhecido por seu envolvimento frequente na comunidade. Em 2013, ele foi destaque na campanha da Red Bull, "Athletes Give Back" quando montou uma unidade de alimentos muito bem-sucedida na cidade natal.
Lynch freqüentemente come Skittles durante os jogos, um hábito que começou quando ele estava no colegial. Depois de Lynch foi mostrado comendo o doce durante um jogo televisionado nacionalmente em 5 de dezembro de 2011, a Mars ofereceu-lhe um fornecimento de dois anos de Skittles e um dispensador personalizado para o seu armário.
Em 30 de dezembro de 2011, ele foi multado em US $ 10.000 por usar chuteiras com um padrão Skittles. Em 28 de janeiro de 2014, foi anunciado um acordo oficial com a Skittles. O contrato afirmava que além da compensação pessoal, $ 10.000 seriam doados à sua Fundação Fam First para cada touchdown que ele fizesse no Super Bowl XLVIII.